# Walluf (Fluss)
Die Walluf (auch „Wallufbach“) ist ein 13,7 Kilometer langer rechter Zufluss des Rheins im hessischen Rheingau-Taunus-Kreis.

## Name
Der Bach wurde erstmals im Jahr 881 als Waldaffa urkundlich erwähnt. Er zählt zu den Gewässern, die auf das Hydronym -apa/-affa enden.

## Geographie

### Verlauf
Die  Walluf hat ihren Ursprung auf einer Höhe von 428 m ü. NHN im Hohen Taunus oberhalb von Bärstadt.
Sie fließt von dort in Ostrichtung nach Wambach, wendet sich dann nach Süden und durchschneidet, begleitet von hohen Bergflanken, zwischen Schlangenbad und Georgenborn den Taunushauptkamm. Von links fließt nun der Rechtebach zu, kurz oberhalb der Mündung befindet sich das Naturschutzgebiet Rechtebachtal bei Georgenborn.
Bei Eltville-Martinsthal erreicht die Walluf den Rheingau, fließt dann durch Oberwalluf, einen Ortsteil der Gemeinde Walluf, und mündet schließlich bei Niederwalluf auf einer Höhe von 80,5 m ü. NHN in den Rhein.

### Zuflüsse
- Alauterbach (links), 1,6 km
- Walluf [GKZ 251416] (links), 1,4 km
- Warmer Bach (rechts), 1,7 km
- Rechtebach [GKZ 251432] (links), 0,7 km
- Rechtebach [GKZ 251436] (links)

## Natur und Umwelt
Als besondere Arten kommen an der Walluf Äskulapnatter und Eisvogel vor. Invasive gebietsfremde Arten sind der Signalkrebs, der Kalikokrebs, und der Japanische Staudenknöterich.

## Grenzraum
Der Bach war im Mittelalter die Grenze zwischen dem kurmainzischen Rheingau und dem Königssondergau. Die Grenze war am Westufer über Jahrhunderte durch das Rheingauer Gebück gesichert. Noch heute hat die Walluf eine Grenzfunktion, und zwar im naturräumlichen Sinne: Ihr tief in den Hohen Taunus eingeschnittenes Tal trennt das Rheingaugebirge im Westen vom Wiesbadener Taunuskamm im Osten.

## Verkehr
Im Walluftal verläuft die Bundesstraße 260 als eine der Hauptverkehrsverbindungen durch den Taunus zwischen Rhein und Lahn. Zwischen Martinsthal und Oberwalluf überspannt die 410 Meter lange Walluftalbrücke der Bundesstraße 42 den Talgrund.